# Luis Palomino
Luis Fernando Palomino – kolumbijski zapaśnik walczący w stylu klasycznym. Zajął czwarte miejsce na igrzyskach Ameryki Środkowej i Karaibów w 1986. Brązowy medalista na igrzyskach boliwaryjskich w 1985 roku.